# Francia vedlés

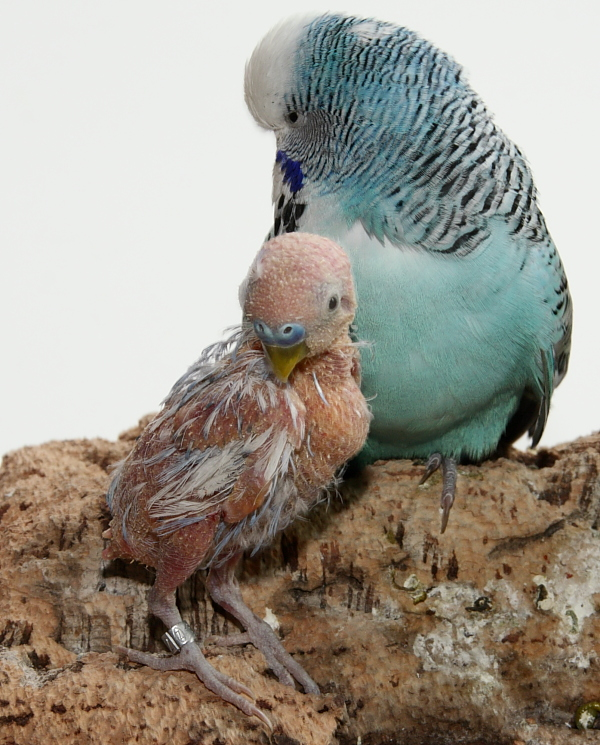
Polyomavírussal fertőződött hullámos papagáj

A francia vedlés azt a klinikai tünetet jelöli, hogy madarak hirtelen, és többnyire szimmetrikusan elveszítik szárny- és farktollaikat, így röpképtelenekké válnak, és a talajon futkosnak. Nevét arról kapta, hogy először Franciaországban figyelték meg. Leggyakrabban fiatal, 4-7 hetes hullámos papagájokon jelentkezik, de előfordul más papagájfajokon is. A következő vedlésig a kihullott tollak nem pótlódnak, vagy csak torz tollak fejlődnek. A tollak nem minden esetben nőnek vissza, de ettől a papagáj nem lesz passzívabb, és életörömét is megőrzi. A gyógyulás sokszor hirtelen. A fiatalabb fiókák nem élik túl a megbetegedést. Egyes papagájok tünetmentes hordozók maradnak.
A tünet okozói polyomavírusok vagy a Psittacine Beak and Feather Disease (PBFD). Hasonló tüneteket okozhat a hiányos táplálkozás, egymás tépdesése vagy a tolltövek gyulladása is. A polyomavírusok szerepét csak az utóbbi években tisztázták. Széklettel, tollakkal vagy bőrrel való érintkezéssel terjed. A szülők is átadhatják fiókáiknak, emiatt korábban örökletes okokat sejtettek. De ha a fiókákat elveszik a szülőktől, és egy másik párral neveltetik fel, akkor elkerülhetik a francia vedlést.
A francia vedlés felismerhető a kórkép alapján, vagy kloákakenettel, a tollak vagy a vér genetikai vizsgálata alapján. A beteg halála után boncolással is kideríthető.
Jelenleg nincs ismert gyógymód. A fertőzés átvitelének megakadályozására a betegeket el lehet különíteni, bár nem mindig lehet ránézésre eldönteni, hogy mely madarak fertőződtek meg. A kezelés az immunrendszer erősítésére szorítkozik, így figyelni kell a levegő páratartalmára, a táplálék összetételére, a gyakori takarításra, az elegendő UV-sugárzásra, a huzat elkerülésére, a rendszeres szellőztetésre, és a stressz kerülésére. Legjobb a napfény, de legyen árnyék is. A táplálék legyen fehérjében gazdag, és legyen mészlemezük is. A beteg madarak ketrecét, röpdéjét úgy kell berendezni, hogy fel tudjanak mászni. Előfordulhat, hogy a tolltövek annyira viszketnek, hogy a madár maga tépi ki a kinövő tollat, és véresre kaparja magát, ami megnöveli a fertőzésveszélyt.